# Massongy
Massongy település Franciaországban, Haute-Savoie megyében. Lakosainak száma 1693 fő (2022. január 1.). Massongy Ballaison, Chens-sur-Léman, Douvaine, Excenevex, Messery és Sciez községekkel határos.

## Népesség
A település népességének változása:
| Lakosok száma | 1598 | 1568 | 1565 | 1494 | 1533 | 1534 | 1540 | 1616 | 1693 |
|               | 2013 | 2015 | 2016 | 2017 | 2018 | 2019 | 2020 | 2021 | 2022 |